# Vietnam (Fernsehserie, 1987)
Vietnam ist eine australische Miniserie aus dem Jahr 1987. Regie führten John Duigan und Chris Noonan, die gemeinsam mit Terry Hayes auch das Drehbuch schrieben. Die Miniserie wurde in Holsworthy (New South Wales) und in Thailand gedreht.

## Inhalt
Die Miniserie zeigt die australische Familie Goddard während des Vietnamkriegs. Douglas Goddard berät den Ministerpräsidenten des Landes. Sein Sohn Phil nimmt als Soldat an den Kampfhandlungen teil. Seine Tochter Megan, anfänglich ein Teenager, feiert gerne auf Partys. Sie schläft mit einem Mann, von dem sie betrogen wird.
Der mit Megan befreundete Serge verweigert die Einberufung in die Armee. Megan wird zur Antikriegsaktivistin. Sie nimmt an einer Radiosendung über den Vietnamkrieg teil, während der sie mit einem Anrufer spricht, der an den Kampfhandlungen teilnahm. Erst nach einiger Zeit begreift sie, dass sie mit Phil spricht, den die Erlebnisse stark verändert haben.

## Rezeption
Michael Kohler schrieb in seiner Biografie Nicole Kidman, die „ambitionierte“ Miniserie „wurde zu einem nationalen Fernsehereignis“ und habe Kidman in Australien berühmt gemacht. Ihre Darstellung sei „bewegend“; die Darstellerin selbst bezeichnete die Rolle in einem Interview als ihre „größte Herausforderung“. Sie habe eine eigene Version von Method Acting entwickelt und viel Zeit den Vorbereitungen gewidmet.
Nicole Kidman erhielt im Jahr 1988 den Australian Film Institute Award. Sie und die Miniserie erhielten 1988 den australischen Logie Award.